# Guinan, Hainan
Guinan är ett härad i den autonoma prefekturen Hainan i Qinghai-provinsen i västra Kina.